# 賢明の寓意
『賢明の寓意』（けんめいのぐうい、伊: Allegoria della Prudenza、英: Allegory of Prudence）は、イタリア・ルネサンスのヴェネツィア派の巨匠ティツィアーノ・ヴェチェッリオと弟子たちに帰属される絵画である。1550-1565年ごろ、キャンバス上に油彩で制作された。3匹の動物 (左から右に、狼、ライオン、犬) の頭部の上に異なった方向を向いている3人物の頭部を描いている。絵画は、1966年に美術商デイヴィッド・コウスター (David Koetser) と彼の妻ベティによってロンドン・ナショナル・ギャラリーに寄贈された。

## 作品
絵画は制作中に大幅に変更がなされている。動物の頭部は後に描き加えられたもので、かなり大まかな仕上げである。人物の頭部の制作も同様に異なった仕上げが見られ、中央の頭部が最も精緻に仕上げられている。右側の人物の頭部と動物の描写に助手の手を見る研究者もいる。このような異なった仕上げはティツィアーノには珍しく、彼が本作のように異例で、かつ簡素な作品に弟子の援助を要請したとしたら、それは想像しがたい。
絵画は右側からの光で照らされているが、それはティツィアーノのような右利きの画家の作品としては異例である。特別な場所のために遠くから見られるように描かれた可能性がある。絵画は、また肖像画のカバー (ヴェネツィアの発明で、1520年代以降、北イタリアで人気があった) として制作されたのかもしれない。あるいは、食器戸棚の扉として制作された可能性さえある。

## 解釈

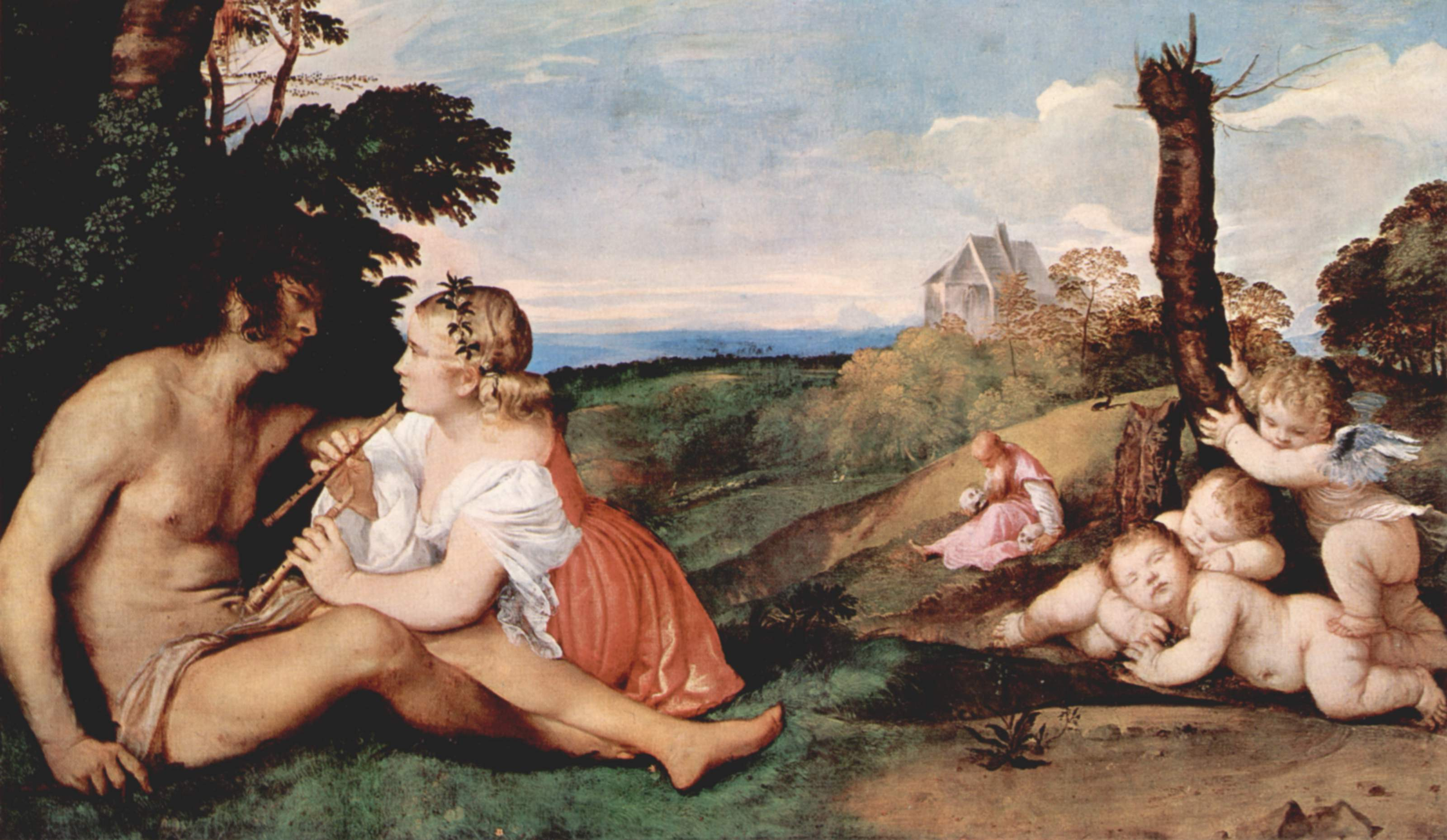
ティツィアーノ『人生の三世代』 (1512-1514年)、スコットランド国立美術館、エジンバラ

本作は通常、様々な概念で解釈されている。まず、3人物の異なる年齢は人生の3世代を表している (左から右に、「老年期」、「壮年期」、「青年期」)。ティツィアーノは、この主題を50年前に『人生の三世代』 (スコットランド国立美術館) で描いている。 
次に、3人物が向いている異なる方向は、より大きな時間そのものの概念である「過去」、「現在」、「未来」を表している。この主題は動物の頭部に繰り返されている。3つの頭部 (狼、ライオン、犬)  を持つ動物は時間の経過 (「過去」、「現在」、「未来」) を表し、元来エジプトの神セラピスのアトリビュートであったが、5世紀初めの作家マクロビウスの『サトゥルナリア』によれば、ライオンは激しく活動的であるがゆえに「現在」を表し、狼はあらゆるものを食い尽くすゆえに「過去」を表し、人間に忠実に従う犬は「未来」を表すとされた。 
なお、この図像はペトラルカのアポロとも関連付けられ、フランチェスコ・コロンナ (Francesco Colonna) の『ヒュプネロトマキア・ポリフィリ』 (1499年) 、ピエリオ・ヴァレリアーノの『ホラポロ』 (1556年) 、チェーザレ・リーパの『イコノロギア』 (1643年) にも見出される。 
絵画は「賢明の寓意」とされているが、その名称は3人物の肖像の上に微かに見える銘文により示唆される。「EX PRÆTE/RITO // PRÆSENS PRVDEN/TER AGIT // NI FVTVRA / ACTIONĒ DE/TVRPET」 (ラテン語で、過去の経験によって/現在は賢明に振舞う/未来の行為を損なわなぬために)。この銘文に示されているように、「過去」、「現在」、「未来」という「時」の観念は、それぞれ「記憶」、「知性 (賢明)」、「予見」という人間の3つの心的能力と結び付けられている。 
人物の顔は、老年のティツィアーノ (75歳ごろ) 、息子のオラツィオ (40歳ごろ) 、若い甥マルコ・ヴェチェッリオ (20歳ごろ) の肖像だと主張されてきた。マルコはオラツィオ同様、ティツィアーノと暮らし、仕事をしていた。エルヴィン・パノフスキーが提唱するところによれば、本作は死を目前にしたティツィアーノが自身の財産を若い世代に譲渡する交渉に特殊に関連づけられる。 それゆえに、絵画は、遺産相続の実施において3世代の人物が賢明に行動するための視覚的な拠りどころなのである。
しかしながら、ニコラス・ペニーは、このことに非常に懐疑的で、人物間の頭部と個人的外見の相違を証拠として指摘している。ペニーは、絵画がなんらかの個人的な企てであったということを疑問に思い、「絵画が委嘱されたものであるほうが間違いなくずっと可能性がある」と感じている。ほかの研究者も、人物の顔がティツィアーノとその縁者のものではないという意見である。その理由の1つとして、オラツィオの肖像もマルコの肖像も存在しないことがあり、2人が肖像の人物であるという確認はできないということがある。
最近になって、絵画は非常に異なる方法で説明されてきた。「賢明の寓意」の代わりに、「罪と悔悛の寓意」であると見られているのである。この見方によれば、絵画は、青年時代と壮年時代に賢明に行動しなかったことで、悔いのある老年時代を送るにいたったティツィアーノによる告白となっているという。
反対に、絵画はまた、経験と老年期とともにやってくる賢明さが芸術的選択と判断の不可欠な要素であると主張していると解釈されている。この解釈によれば、絵画は、老年期が芸術的達成の敵であるという見方を拒絶するものとなる。より一般的な解釈では、ティツィアーノを助手のオラツィオ、マルコとともに表していることは、ヴェネツィアの工房の伝統を継続していくことの賢明さを擁護するものとして意図された。